# Diodorus scytobrachion

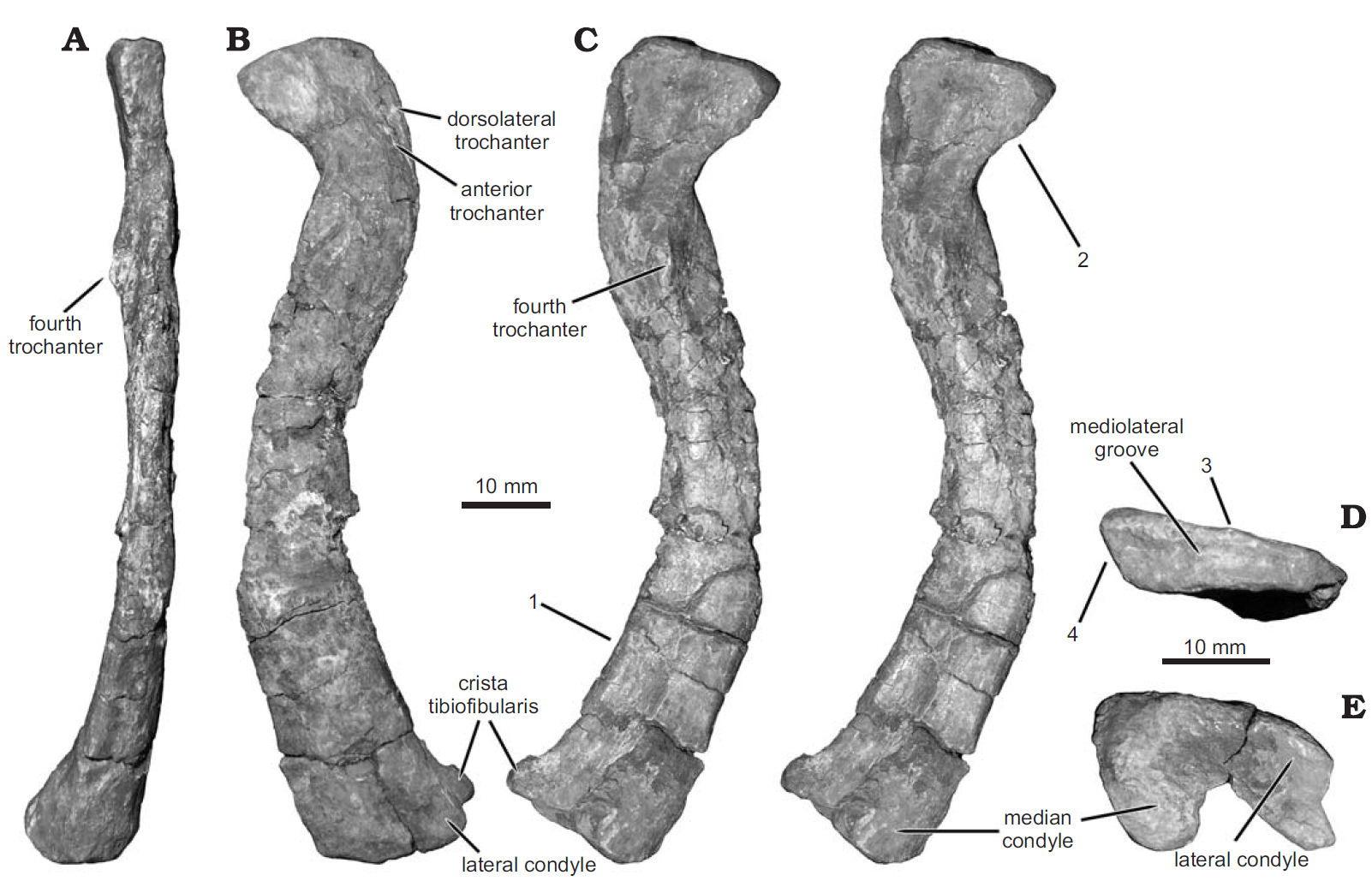

Diodorus scytobrachion — вимерла рептилія архозавр, що належала до силезаврид. Він мешкав у верхньому тріасі (карній / норій, близько 216 мільйонів років тому), і його викопні останки були знайдені в Африці.

## Опис
Ця тварина мала близько п’яти футів завдовжки та мала досить струнке тіло. Ноги були подовжені та надавали тварині елегантний вигляд. Порівняно з іншими силезавридами, Діодор мав збільшені зуби, спрямовані вперед, довжина яких зменшувалася до передньої частини нижньої щелепи. Був також чіткий крайовий гребінь, що йшов паралельно краю нижнього ряду зубів. Діодор, як і всі силезавриди, мабуть, мав подовжену шию, досить маленьку голову та передентальну кістку, схожу на кістку орнітішових динозаврів.

## Класифікація
Сцитобрахіон Діодора вперше був описаний у 2012 році на основі викопних останків, знайдених у формації Тимезгадіуін у басейні Аргана, Марокко. Загальна назва — на честь Діодора, легендарного короля берберського населення та сина Суфакса, засновника Танжера, але також на честь Діодора Сікулійського, грецького історика першого століття до нашої ери. С., який описав Північну Африку. Специфічний епітет, скітобрахіон, відноситься до Діоніса скітобрахіона, який написав міфологічну історію Північної Африки.
Діодор — представник силизаврид, групи динозавроморфів з травоїдними настроями, дуже близьких за походженням до динозаврів. Зокрема, згідно з філогенетичним аналізом було встановлено, що Діодор був одним із найпохідніших силезавридів, пов’язаних із сацизавром Бразилії.